# Two Sisters
Die Two Sisters (englisch für ‚zwei Schwestern‘), auch Three Sisters (‚drei Schwestern‘) genannt, sind ein Mythos aus der Traumzeit der australischen Aborigines. Es ist ein Mythos der Schöpfungsgeschichte.
Am Anfang der Traumzeit begaben sich drei wundervoll schöne Schwestern von ihren Sternen auf die Erde um diese anzusehen. Es wird angenommen, dass es sich bei den drei Sternen um das Sternbild Orion handelt. Eine der drei Schwestern traf auf zwei Männer, die stets in der Malerei der Aborigines als Schlangen dargestellt sind, und verliebte sich Hals über Kopf in beide und ließ sich mit ihnen ein. Da sie Kontakte mit menschlichen Wesen hatte, konnte sie danach als überirdisches Wesen nicht mehr zu den Sternen zurückkehren. Die beiden Schwestern kehrten zu den Sternen zurück und waren in der Auffassung der Aborigines im Sternbild der nun Two Sisters zu erkennen. Es ist der Sündenfall, der in der Bibel anders dargestellt wird.
Die Schwester, die auf der Erde blieb, nahm die Form eines Emu an. Der Emu ist ein Vogel, der nicht fliegen kann, er ist ein „Gefangener der Erde“. Er bekam die Rolle der Erdenmutter und ist dennoch verbunden mit dem Himmel, der Vaterfigur, da er mit seinem langen Hals in den Himmel ragt und dabei die Sterne beobachten kann. Für die Aborigines ist der Himmel männlich und die Erde weiblich. Zwischen seinem federlosen Hals und Beinen befindet sich sein gefiederter Körper. Und dieser Körper zwischen „Himmel und Erde“ steht für die Entscheidung über die Geschlechtlichkeit der Geburt von Menschen. Wenn Wind weht oder der Emu läuft, verliert er Federn. Werden die Federn nach rechts geweht, entstehen aus den Federn Menschen männlichen und nach links weiblichen Geschlechts. Für die Menschwerdung schuf der Emu einen Stern, den sogenannten Tnjatanja Pole, auf dem sich der Prozess vollzieht. Der Emu steht in der Traumzeit auch für die Menschwerdung.